# Schapenberg
De Schapenberg of Scherpenberg is een heuvel in de Vlaamse Ardennen gelegen in de omgeving van Ronse. De voet van de helling ligt in De Klijpe, de top is gesitueerd nabij zowel de top van de Hotondberg als de Hoogberg-Hotond. Feitelijk heet de helling Scherpenberg, maar wegens een vroegere verschrijving op een oud stadsplan wordt nu de naam Schapenberg gehanteerd. De steile Riekestraat loopt tot de top van de berg. Het natuurgebied Hotond-Scherpenberg ligt deels op de heuvel.

## Wielrennen
De helling is bekend uit onder andere De Reuzen van Vlaanderen, een parcours voor wielertoeristen en ze geldt als een van de zwaardere hellingen in de Vlaamse Ardennen.

## Afbeeldingen

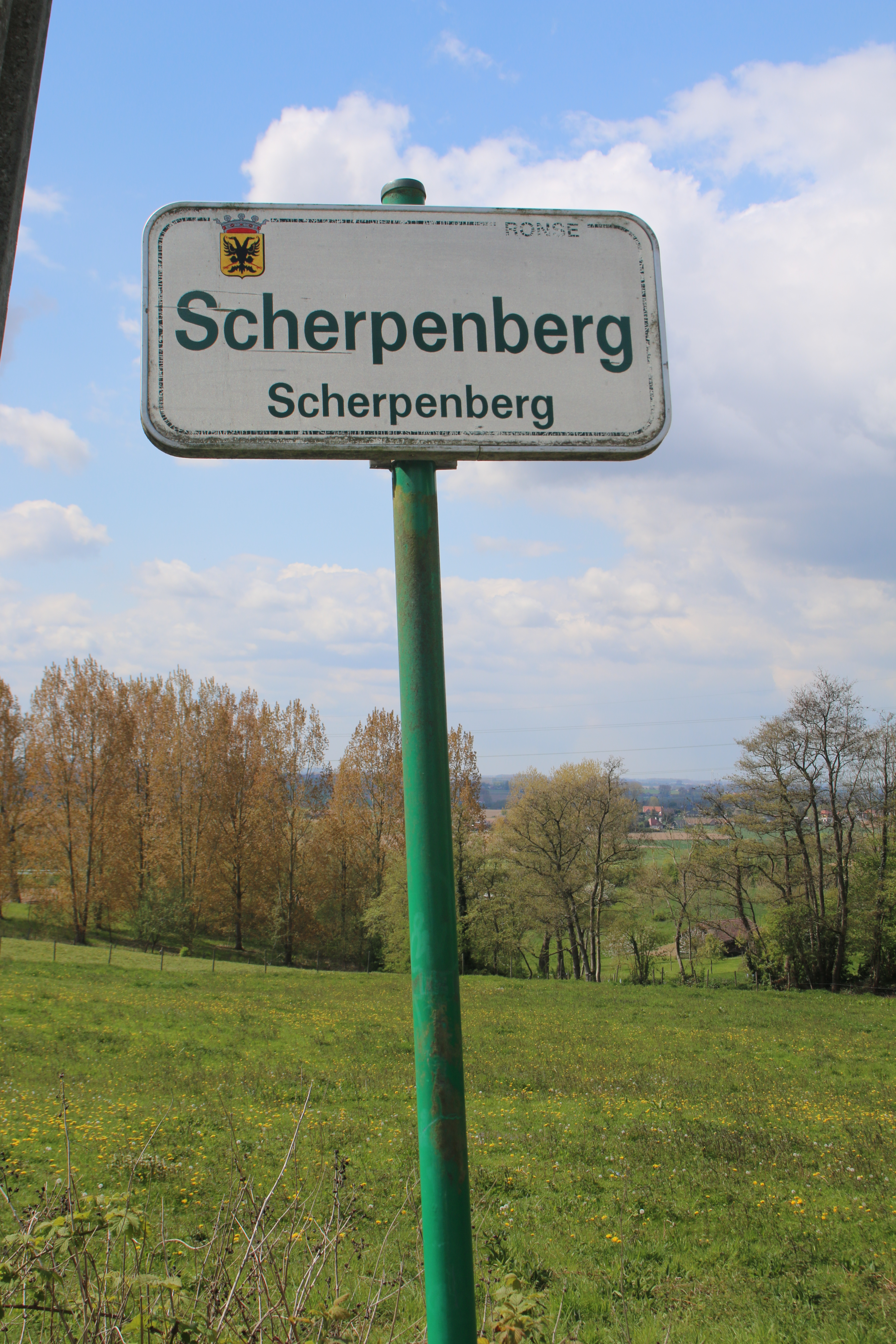
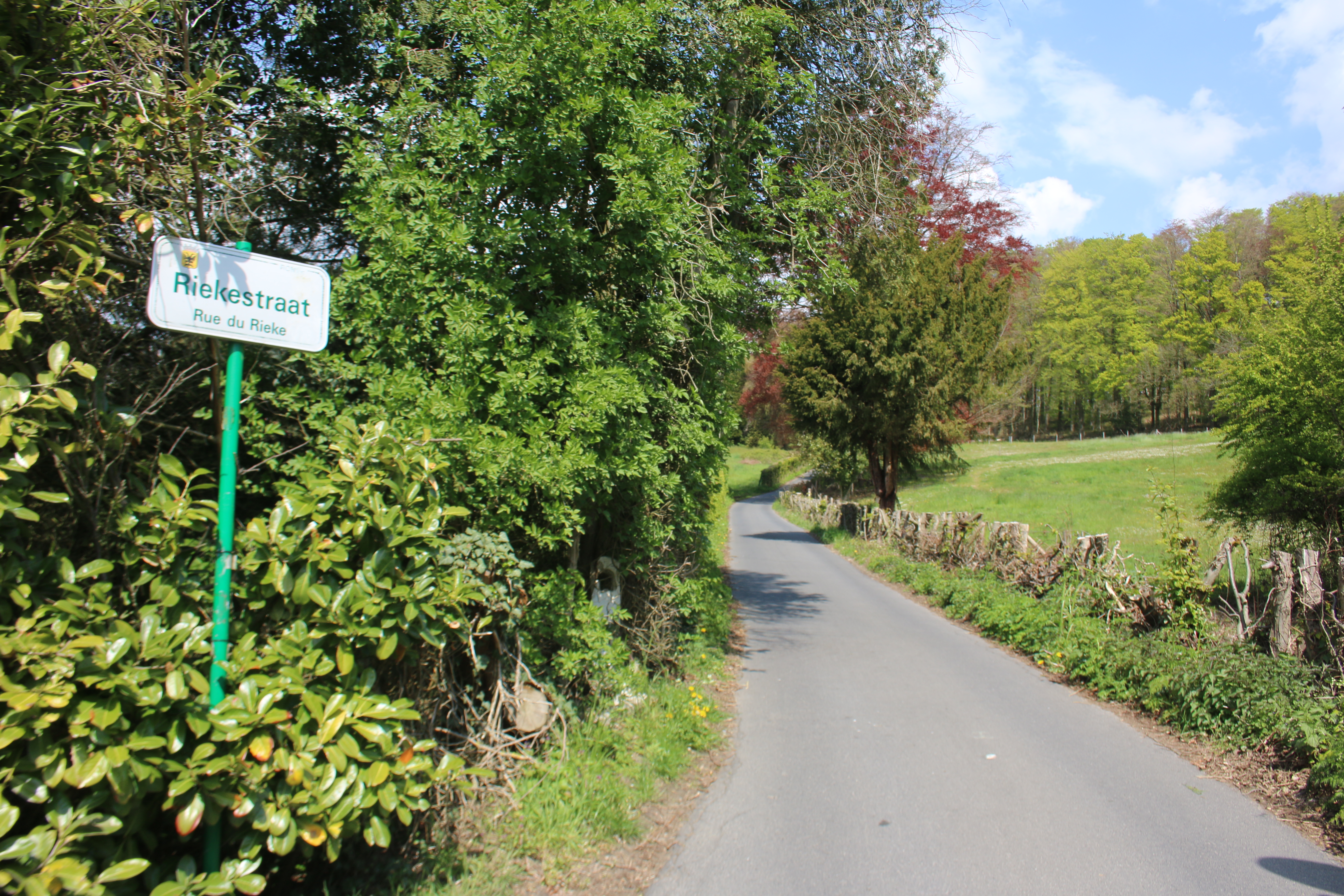